# Metanoia
«Metanoia» (с англ. — «Метанойя») — песня, исполненная музыкальной группой MGMT и выпущенная, как сингл 18 августа 2008 года в ограниченном количестве . 16 сентября 2008 года журнал Rolling Stone назвал композицию песней дня. В национальном американском чарте сингл достиг второго места по продажам. Основной темой композиции является рассуждение о трудах Карла Густава Юнга, в частности о метанойи — теории разработанной им. На обложке сингла также изображен Юнг в качестве «мистического судьи».

## Список композиций
| №  | Название   | Длительность |
| -- | ---------- | ------------ |
| 1. | «Metanoia» | 13:49        |